# Teniolophora fluviatile
Teniolophora fluviatile är en bladmossart som beskrevs av William Dean Reese 1962. Teniolophora fluviatile ingår i släktet Teniolophora och familjen Pottiaceae. Inga underarter finns listade i Catalogue of Life.